# غول ظلاف (السبرة)

تعديل مصدري - تعديل

غول ظلاف محلة تابعة لقرية الجرف، التابعة لعزلة زبيد بمديرية السبرة إحدى مديريات محافظة إب في اليمن.

## التعداد السكاني
بلغ تعداد سكانها 57 حسب تعداد اليمن لعام 2004.